# Sveriges ambassad i Abidjan
Sveriges ambassad i Abidjan var Sveriges diplomatiska beskickning i Elfenbenskusten, som var belägen i landets huvudstad Abidjan. Beskickningen bestod av en ambassad, ett antal svenskar utsända av Utrikesdepartementet (UD) och lokalanställda. Ambassaden lades ner år 2007. Sveriges förbindelser med Elfenbenskusten sköts av idag av en ambassadör som är baserad i Stockholm. Ambassadören reser regelbundet till regionen. Beslutet om att stänga ambassaden var dels en följd av att ambassadens verksamhet begränsats av det oroliga läget i landet sedan 2004 och dels av UD:s ansträngda budget.

## Beskickningschefer
| Namn                  | Period    | Funktion       | Anmärkning                                                          |
| --------------------- | --------- | -------------- | ------------------------------------------------------------------- |
| Torsten Brandel       | 1961–1962 | Ambassadör     | Sidoackrediterad från ambassaden i Monrovia.                        |
| Bo Järnstedt          | 1962–1962 | Tjf ambassadör | Sidoackrediterad från ambassaden i Monrovia.                        |
| Karl Henrik Andersson | 1963–1967 | Ambassadör     |                                                                     |
| Olof Ripa             | 1967–1969 | Ambassadör     | Sidoackrediterad från ambassaden i Monrovia.                        |
| Hans-Efraim Sköld     | 1969–1972 | Ambassadör     | Sidoackrediterad från ambassaden i Monrovia.                        |
| Bengt Friedman        | 1973–1976 | Ambassadör     | Sidoackrediterad från ambassaden i Monrovia.                        |
| Olof Skoglund         | 1976–1977 | Ambassadör     | Sidoackrediterad från ambassaden i Monrovia.                        |
| Hans-Olle Olsson      | 1978–1981 | Ambassadör     | Sidoackrediterad till Bamako (från 1980) och Bissau (1979).         |
| Bengt Borglund        | 1982–1987 | Ambassadör     | Sidoackrediterad till Lomé, Porto-Novo och Ouagadougou (från 1983). |
| Arne Ekfeldt          | 1987–1992 | Ambassadör     |                                                                     |
| Peter Bruce           | 1992–1995 | Ambassadör     | Sidoackrediterad till Lomé, Porto-Novo och Ouagadougou.             |
| Bo Wilén              | 1996–1999 | Ambassadör     | Sidoackrediterad till Lomé, Porto-Novo och Ouagadougou.             |
| Göran Ankarberg       | 1999–2002 | Ambassadör     |                                                                     |
| Inga Björk-Klevby     | 2003–2005 | Ambassadör     | Sidoackrediterad till Conakry, Freetown, Monrovia och Ouagadougou.  |
| –                     | 2006–2007 | Ambassadör     | Vakant.                                                             |
| Carin Wall            | 2007–2010 | Ambassadör     | Stockholmsbaserad.                                                  |
| Per E J Carlson       | 2011–     | Ambassadör     | Stockholmsbaserad.                                                  |